# Indaphycus bryanti
Indaphycus bryanti är en stekelart som först beskrevs av Girault 1922.  Indaphycus bryanti ingår i släktet Indaphycus och familjen sköldlussteklar. Inga underarter finns listade i Catalogue of Life.